# Плавання на Чемпіонаті світу з водних видів спорту 1978
Змагання з плавання на Чемпіонаті світу з водних видів спорту 1978 тривали з 20 до 28 серпня 1978 року в Західному Берліні.

## Таблиця медалей
*   Країна-господарка ( ФРН)
| Місце               | Країна                | Золото | Срібло | Бронза | Загалом |
| ------------------- | --------------------- | ------ | ------ | ------ | ------- |
| 1                   | США (USA)             | 20     | 12     | 4      | 36      |
| 2                   | СРСР (URS)            | 4      | 4      | 5      | 13      |
| 3                   | Австралія (AUS)       | 2      | 0      | 0      | 2       |
| 4                   | НДР (GDR)             | 1      | 7      | 4      | 12      |
| 5                   | ФРН (FRG)*            | 1      | 2      | 4      | 7       |
| 6                   | Канада (CAN)          | 1      | 1      | 4      | 6       |
| 7                   | Югославія (YUG)       | 0      | 1      | 0      | 1       |
| 7                   | Нова Зеландія (NZL)   | 0      | 1      | 0      | 1       |
| 7                   | Норвегія (NOR)        | 0      | 1      | 0      | 1       |
| 10                  | Велика Британія (GBR) | 0      | 0      | 2      | 2       |
| 10                  | Угорщина (HUN)        | 0      | 0      | 2      | 2       |
| 10                  | Швеція (SWE)          | 0      | 0      | 2      | 2       |
| 13                  | Бразилія (BRA)        | 0      | 0      | 1      | 1       |
| 13                  | Данія (DEN)           | 0      | 0      | 1      | 1       |
| Загалом (14 збірні) | Загалом (14 збірні)   | 29     | 29     | 29     | 87      |

- Рекорд(*)

## Медальний залік

### Чоловіки
| Дисципліна                           | Золото                                                            | Золото      | Срібло                                                                    | Срібло   | Бронза                                                                   | Бронза   |
| ------------------------------------ | ----------------------------------------------------------------- | ----------- | ------------------------------------------------------------------------- | -------- | ------------------------------------------------------------------------ | -------- |
| 100 м вільним стилем                 | Девід Маккеґґ (USA)                                               | 50.24 CR    | Джим Монтґомері (USA)                                                     | 50.73    | Клаус Штайнбах (FRG)                                                     | 50.79    |
| 200 м вільним стилем                 | Білл Форрестер (USA)                                              | 1:51.02 CR  | Роуді Ґейнс (USA)                                                         | 1:51.10  | Сергій Копляков (URS)                                                    | 1:51.33  |
| 400 м вільним стилем                 | Володимир Сальников (URS)                                         | 3:51.94 CR  | Джефф Флоут (USA)                                                         | 3:53.42  | Білл Форрестер (USA)                                                     | 3:53.97  |
| 1500 м вільним стилем                | Володимир Сальников (URS)                                         | 15:03.99 CR | Борут Петрич (YUG)                                                        | 15:20.77 | Боббі Гаккетт (USA)                                                      | 15:23.38 |
| 100 м на спині                       | Боб Джексон (USA)                                                 | 56.36 CR    | Пітер Рокка (USA)                                                         | 56.69    | Ромуло Арантес (BRA)                                                     | 58.01    |
| 200 м на спині                       | Джесс Вассалло (USA)                                              | 2:02.16     | Ґері Геррінґ (NZL)                                                        | 2:03.71  | Золтан Веррасто (HUN)                                                    | 2:03.90  |
| 100 м брасом                         | Вальтер Куш (FRG)                                                 | 1:03.56 CR  | Ґрем Сміт (CAN)                                                           | 1:03.60  | Ґеральд Меркен (FRG)                                                     | 1:03.62  |
| 200 м брасом                         | Нік Невід (USA)                                                   | 2:18.37     | Арсенс Міскаровс (URS)                                                    | 2:18.42  | Вальтер Куш (FRG)                                                        | 2:20.16  |
| 100 м батерфляєм                     | Джо Баттом (USA)                                                  | 54.30       | Ґреґ Джаґенберґ (USA)                                                     | 55.26    | Пер Арвідссон (SWE)                                                      | 55.38    |
| 200 м батерфляєм                     | Майк Брунер (USA)                                                 | 1:59.38 CR  | Стів Ґреґґ (USA)                                                          | 1:59.80  | Роґер Піттель (GDR)                                                      | 2:01.33  |
| 200 м комплексом                     | Ґрем Сміт (CAN)                                                   | 2:03.65 WR  | Джесс Вассалло (USA)                                                      | 2:04.99  | Олександр Сидоренко (URS)                                                | 2:05.29  |
| 400 м комплексом                     | Джесс Вассалло (USA)                                              | 4:20.05 WR  | Сергій Фесенко (URS)                                                      | 4:22.29  | Андраш Харгітай (HUN)                                                    | 4:27.04  |
| естафета 4x100 метрів вільним стилем | США (USA) Джек Бабашофф Роуді Ґейнс Джим Монтґомері Девід Маккеґґ | 3:19.74 WR  | ФРН (FRG) Андреас Шмідт Ульріх Темпс Петер Кнуст Клаус Штайнбах           | 3:26.65  | Швеція (SWE) Пер Гольмерц Дан Ларссон Пер-Ула Квіст Пер-Альвар Маґнуссон | 3:26.95  |
| естафета 4x200 метрів вільним стилем | США (USA) Брюс Фернісс Білл Форрестер Боббі Гаккетт Роуді Ґейнс   | 7:20.82 WR  | СРСР (URS) Сергій Русін Андрій Крилов Володимир Сальников Сергій Копляков | 7:28.41  | ФРН (FRG) Андреас Шмідт Петер Кнуст Карскен Ліппманн Франк Веннманн      | 7:33.29  |
| естафета 4x100 метрів комплексом     | США (USA) Боб Джексон Нік Невід Джо Баттом Девід Маккеґґ          | 3:44.63 CR  | ФРН (FRG) Клаус Штайнбах Вальтер Куш Міхаель Краус Андреас Шмідт          | 3:48.58  | Велика Британія (GBR) Ґері Абрагам Данкан Ґудх'ю Джон Міллс Мартін Сміт  | 3:49.06  |

Легенда: WR – Світовий рекорд; CR – Рекорд чемпіонатів світу

### Жінки
| Дисципліна                           | Золото                                                               | Золото     | Срібло                                                              | Срібло  | Бронза                                                                              | Бронза  |
| ------------------------------------ | -------------------------------------------------------------------- | ---------- | ------------------------------------------------------------------- | ------- | ----------------------------------------------------------------------------------- | ------- |
| 100 м вільним стилем                 | Барбара Краузе (GDR)                                                 | 55.68 CR   | Лене Єнссен (NOR)                                                   | 56.82   | Лариса Царьова (URS)                                                                | 56.85   |
| 200 м вільним стилем                 | Сінтія Вудгед (USA)                                                  | 1:58.53 WR | Барбара Краузе (GDR)                                                | 1:59.78 | Лариса Царьова (URS)                                                                | 2:01.76 |
| 400 м вільним стилем                 | Трейсі Вікгем (AUS)                                                  | 4:06.28 WR | Сінтія Вудгед (USA)                                                 | 4:07.15 | Кім Лінеген (USA)                                                                   | 4:07.73 |
| 800 м вільним стилем                 | Трейсі Вікгем (AUS)                                                  | 8:24.94 CR | Сінтія Вудгед (USA)                                                 | 8:29.35 | Кім Лінеген (USA)                                                                   | 8:32.60 |
| 100 м на спині                       | Лінда Джезек (USA)                                                   | 1:02.55 CR | Бірґіт Трайбер (GDR)                                                | 1:03.18 | Шеріл Ґібсон (CAN)                                                                  | 1:03.43 |
| 200 м на спині                       | Лінда Джезек (USA)                                                   | 2:11.93 WR | Бірґіт Трайбер (GDR)                                                | 2:14.07 | Шеріл Ґібсон (CAN)                                                                  | 2:14.23 |
| 100 м брасом                         | Юлія Богданова (URS)                                                 | 1:10.31 WR | Трейсі Колкінс (USA)                                                | 1:10.77 | Маргарет Келлі (GBR)                                                                | 1:11.99 |
| 200 м брасом                         | Ліна Качюшите (URS)                                                  | 2:31.42 WR | Юлія Богданова (URS)                                                | 2:32.69 | Сюзанне Нільссон (DEN)                                                              | 2:33.60 |
| 100 м батерфляєм                     | Джоан Пеннінґтон (USA)                                               | 1:00.20 CR | Андрея Поллак (GDR)                                                 | 1:00.26 | Венді Кверк (CAN)                                                                   | 1:01.82 |
| 200 м батерфляєм                     | Трейсі Колкінс (USA)                                                 | 2:09.87 WR | Ненсі Гоґсгед-Макар (USA)                                           | 2:11.30 | Андрея Поллак (GDR)                                                                 | 2:12.63 |
| 200 м комплексом                     | Трейсі Колкінс (USA)                                                 | 2:14.07 WR | Джоан Пеннінґтон (USA)                                              | 2:14.98 | Ульріке Таубер (GDR)                                                                | 2:15.99 |
| 400 м комплексом                     | Трейсі Колкінс (USA)                                                 | 4:40.83 WR | Ульріке Таубер (GDR)                                                | 4:47.52 | Петра Шнайдер (GDR)                                                                 | 4:48.56 |
| естафета 4x100 метрів вільним стилем | США (USA) Трейсі Колкінс Стефані Елкінс Джилл Стеркел Сінтія Вудгед  | 3:43.43 WR | НДР (GDR) Гайке Вітт Карен Мещук Барбара Краузе Петра Прімер        | 3:47.37 | Канада (CAN) Ґейл Амандруд Ненсі Ґарапік Сью Слоун Венді Кверк                      | 3:49.59 |
| естафета 4x100 метрів комплексом     | США (USA) Лінда Джезек Трейсі Колкінс Джоан Пеннінґтон Сінтія Вудгед | 4:08.21 CR | НДР (GDR) Бірґіт Трайбер Рамона Райнке Андрея Поллак Барбара Краузе | 4:09.13 | СРСР (URS) Олена Круглова Юлія Богданова Аксьонова Ірина Анатоліївна Лариса Царьова | 4:14.91 |

Легенда: WR – Світовий рекорд; CR – Рекорд чемпіонатів світу